# Caterina Trentini
Caterina Trentini, est une actrice italienne active pendant les années 1960. Elle a souvent utilisé le pseudo de Kathleen Parker.

## Biographie
Elle fait la couverture du magazine Continental Film Review en juillet 1969.

## Filmographie
Sauf indication contraire, les informations mentionnées dans cette section peuvent être confirmées par la base de données cinématographiques IMDb,  présente dans la section « Liens externes ».
- 1961 : On appelle ça Amore (de) (Man nennt es Amore) de Rolf Thiele
- 1965 : Goldocrack à la conquête de l'Atlantide (Il conquistatore di Atlantide) d'Alfonso Brescia
- 1965 : Salome '73 d'Odoardo Fiory (sous le pseudo de Kathleen Parker)
- 1966 : L'Or du shérif (Uno sceriffo tutto d'oro) d'Osvaldo Civirani : Jane (sous le pseudo de Kathleen Parker)
- 1967 : Sept Écossais explosent (7 donne per i Mac Gregor) de Franco Giraldi : Belfast Donovan (sous le pseudo de Kathleen Parker)
- 1967 : Opération frère cadet (OK Connery) d'Alberto De Martino (sous le pseudo de Kathleen Trentini)
- 1967 : Adiós hombre (7 pistole per un massacro) de Mario Caiano : une danseuse (non créditée)
- 1968 : Le Sadique de la treizième heure (Nude... si muore)  d'Antonio Margheriti : Betty Ann (sous le pseudo de Katleen Parker)
- 1968 : Una forca per un bastardo d'Amasi Damiani : Margie (sous le pseudo de Kathleen Parker)
- 1968 : Aujourd'hui ma peau, demain la tienne (I tre che sconvolsero il West) d'Enzo G. Castellari : l'épouse (sous le pseudo de Kathleen Trentini)